# Mare de Déu de l'Assumpció d'Artesa de Segre
La Mare de Déu de l'Assumpció d'Artesa de Segre és una església de les darreres tendències d'Artesa de Segre (Noguera) inclosa a l'Inventari del Patrimoni Arquitectònic de Catalunya.

## Descripció
Nou edifici construït al mig del centre històric de la ciutat. És de planta rectangular amb passadissos laterals sota l'estructura de moderns arcs diafragmàtics. Uns trepats als murs il·luminen naturalment l'interior del temple. Al costat del porxo d'accés s'aixeca un abrinat campanar amb quatre contraforts i interior calat. Tota l'obra és de fàbrica de maó amb elements estructurals de formigó armat i les cobertes són de teula àrab.

## Història
L'any 1965 fou enderrocat l'edifici anterior neoclàssic, bastit al segle xviii. L'església, des d'antic, havia pertangut a Sant Pere d'Àger. El 1985 fou adscrita a la diòcesi de Lleida i recentment a la de la Seu d'Urgell.